# Ditrichum plagiacron
Ditrichum plagiacron là một loài rêu trong họ Ditrichaceae. Loài này được Müll. Hal. Kuntze mô tả khoa học đầu tiên năm 1891.